# Stilleståndsdagen

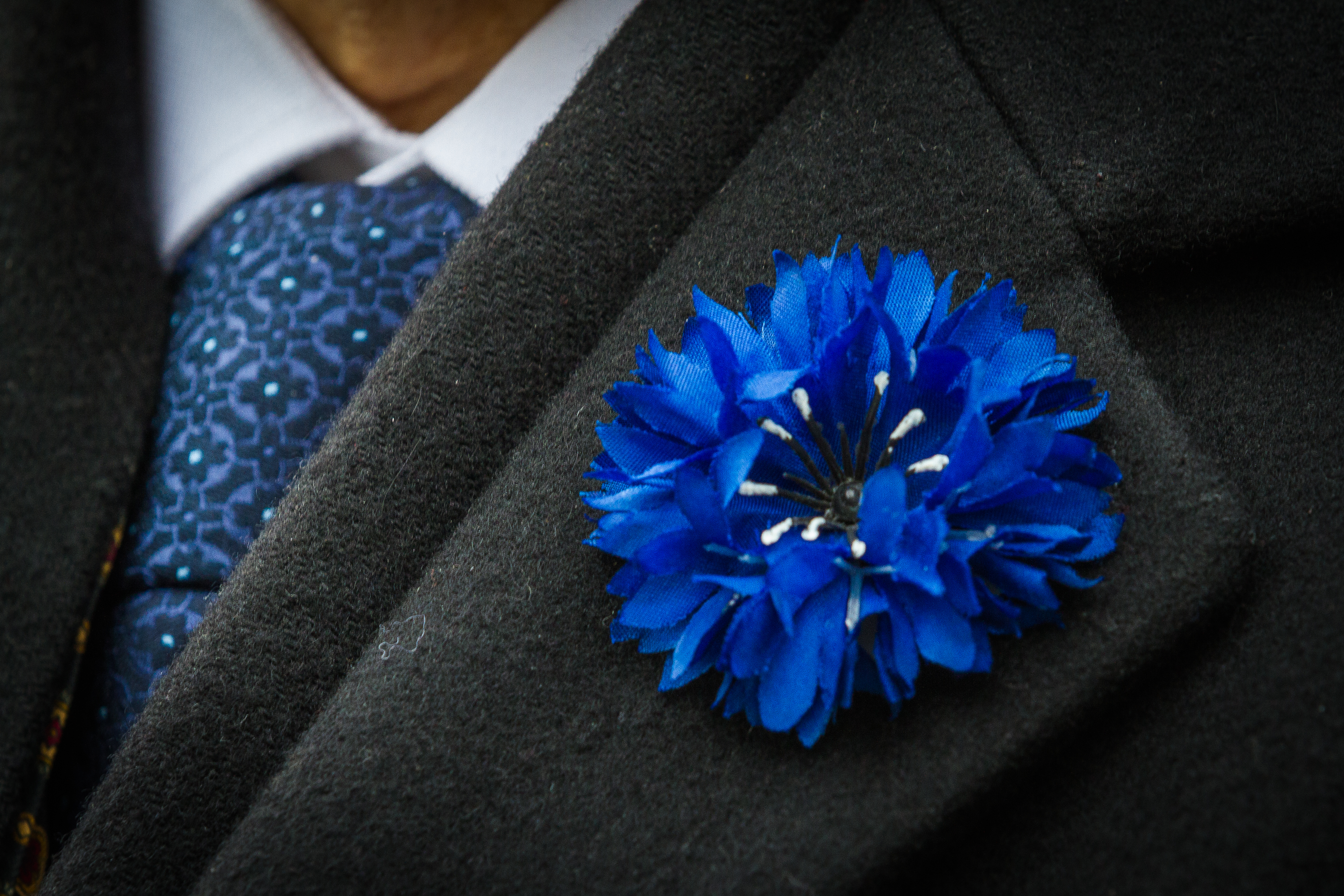
Den franska blåklinten.
Foto november 2013.

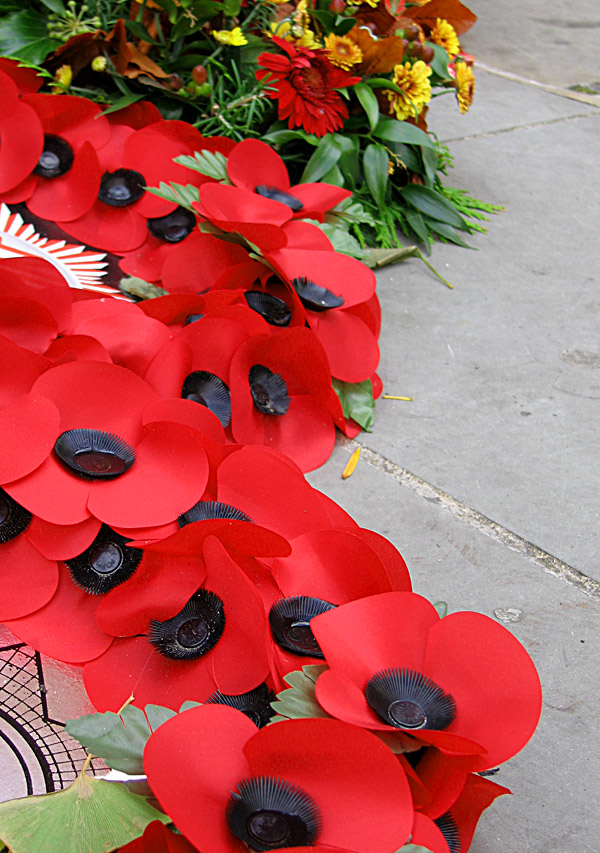
I Storbritannien symboliserar vallmoblomman hågkomsten.

Stilleståndsdagen (engelska: Armistice Day) högtidlighålls den 11 november varje år till minne av undertecknandet av stilleståndsavtalet 1918 mellan de stridande parterna i första världskriget och krigets slut. Krigshandlingarna på västfronten upphörde klockan 11 den 11 november 1918 - ”den elfte timmen på den elfte dagen i den elfte månaden”. Dagen högtidlighålls i Storbritannien och Samväldet, i USA och i en del europeiska länder.
Stilleståndsdagen fick efter andra världskriget namnet Hågkomstens dag (engelska: Remembrance Day) i länder anslutna till Samväldet, och i USA namnet Veteranernas dag (engelska: Veterans Day). Dagen blev då en minnesdag inte endast för de soldater som deltog i första världskriget utan även för dem som stred under andra världskriget, och i USA för alla amerikanska krigsveteraner. I Frankrike och Belgien, där dagen framförallt är tillägnad vapenstilleståndet 1918 och dem som stupade i första världskriget, är namnet fortfarande Stilleståndsdagen (franska: Jour de l' Armistice, flamländska: Wapenstilstandsdag).

## Minnesdagen

### I Frankrike
I Frankrike blev den 11 november en nationell högtidsdag år 1922 till minne av undertecknandet av stilleståndsavtalet och de som stupade i striderna. Sedan 2012 är Stilleståndsdagen även en dag som hedrar alla soldater och civila som "dött för Frankrike" (franska: Mort pour la France), det vill säga även stupade i andra världskriget, Indokinakriget och under Algerietrevolten. Den 11 november är en allmän helgdag.
Den symbol som bärs i Frankrike under denna dag är blåklinten. Blåklinten är bland de franska krigsveteranerna och deras anhöriga en symbol för hågkomst och solidaritet.

### I Belgien
I Belgien, där flera av första världskrigets utdragna strider utspelade sig, började krigsveteraner åren efter krigets slut samlas den 11 november till minne av sina döda landsmän. Stilleståndsdagen blev snart därefter en nationell minnesdag och allmän helgdag. Sedan 1922 arrangeras den 11 november en ceremoni vid den okände soldatens grav i Bryssel med den belgiske kungen närvarande.
År 2014, hundra år efter första världskrigets utbrott, genomfördes i Belgien en mängd stora evenemang och minnesmanifestationer till åminnelse av krigets alla offer.

### I Storbritannien och Samväldet
I Storbritannien firades Stilleståndsdagen första gången den 11 november 1919 med en ceremoni utanför Buckingham Palace och två minuters tystnad. Efter andra världskriget ändrades minnesdagens namn till Hågkomstens dag och blev en minnesdag över stupade i båda världskrigen. När den 11 november infaller på en vardag flyttas Hågkomstens dag till närmaste söndag. Benämningen Hågkomstens dag används även av andra länder inom Samväldet. Ett undantag är Nya Zeeland där minnesdagen fortfarande bär namnet Stilleståndsdagen.
I Storbritannien är det vanligt att bära en pappersvallmo och klockan elva brukar det hållas två tysta minuter på Kenotafen. Bruket av vallmoblomman kallas Poppy appeal. Vallmons betydelse kommer från den kanadensiske läkaren John McCraes dikt "På Flanderns fält" (In Flanders Fields). Vallmoemblemet valdes därför att vallmon blommade på flera av slagfälten i Flandern under första världskriget och dess röda färg symboliserar blodsutgjutelsen under det fruktansvärda skyttegravskriget. Några väljer att bära vita vallmoblommor vilket symboliserar en önskan att välja fredliga alternativ framför militärt ingripande.

### I USA
President Woodrow Wilson införde Stilleståndsdagen ett år efter krigsslutet, den 11 november 1919. Efter andra världskriget lades det fram ett förslag om att dagen även skulle hedra minnet av de som deltagit i andra världskriget. År 1954, efter Koreakriget, ändrades namnet till Veteranernas dag och blev en dag för att hedra och minnas alla amerikanska krigsveteraner som deltagit i strider. Den 11 november är en federal helgdag.
Den minnesdag som får störst uppmärksamhet i USA är dock Memorial Day (sista måndagen i maj) som hedrar minnet av alla de som stupat i krig för USA.

### I Tyskland
I Tyskland högtidlighålls dagen som Volkstrauertag (Folksorgsdagen) två söndagar före första Advent (söndagen närmast 11 november). Den dagen har högtidlighållits sedan 1919 men infördes officiellt först 1926. Under nazistregimen ändrades namnet till Hjältarnas minnesdag (tyska: Heldengedenktag), tonvikten lades då vid att fira de tyska hjältarna och inte vid att minnas dem som stupat under kriget. År 1948 återinfördes Volkstrauertag i Västtyskland, i Östtyskland instiftades en högtidsdag till minne av "fascismens offer". I dagens enade Tyskland är Volkstrauertag en sorgedag för alla nationers krigsoffer.